# José Sancho Rayón
José Sancho Rayón (1830-1900) fue un bibliotecario y bibliófilo español.

## Biografía
Nacido en 1830, se encargó, junto a Manuel Remón Zarco del Valle, de coordinar, editar y aumentar los apuntes que Bartolomé José Gallardo había dejado a su muerte y que darían pie al Ensayo de una biblioteca española de libros raros y curiosos, obra premiada por la Biblioteca Nacional de España. En 1873, publicó también unos Ensayos foto litográficos. Falleció en 1900.